# Ajdovski gradec, Bohinjska Bistrica
Ajdovski gradec je 580 mnm visoka vzpetina vzhodno od Bohinjske Bistrice, nad desnim bregom Save Bohinjke.

## Arheologija
Ajdovski gradec je bil naseljen že v starejši železni dobi. Iz tega časa so pri arheoloških izkopavanjih odkriti objekti, ki jih arheologi razlagajo kot hiše, kovačnice in topilnice. K halštatskemu naselju na Ajdovskem gradcu sodi tudi halštatska nekropola v Bitnjah na levem bregu Save Bohinjke, kjer so izkopali 25 grobov. Ajdovski gradec je bil naseljen tudi v poznorimskem času, na kar nakazujejo ostanki rimskega naselja iz 4. - 5. stoletja in številni rimski novci.
Pesnik France Prešeren je v Krstu pri Savici postavil na Ajdovski gradec prizorišče zadnjega boja med Črtomirom in Valjhunom, vendar o tem ni arheoloških dokazov.